# Franz Welczek
Franz Xaver Alexander Anton Welczek (* 8. Februar 1825 in Jastrzigowitz, Kreis Rosenberg; † 10. Mai 1901 in Kreuzburg, Oberschlesien) war Königlicher Kanzleirat sowie Stadtverordnetenvorsteher und Ehrenbürger der Stadt Kreuzburg.

## Leben und Wirken
Welczek war der Sohn des kgl. preußischen Zollerhebers Franz Welczeck (1796–1886) und dessen Ehefrau Anna, geb. Hertel. (*ca. 1799–1834) Franz Welczek wuchs bis zum Alter von etwa 10 Jahren in Rosenberg in Oberschlesien und danach in Woischnik Krs. Lublinitz auf.
Im Februar 1851 wurde er Kreisgerichtsbüroassistent in Kreuzburg, Oberschlesien. Seit dem 7. Januar 1862 war er Mitglied der dortigen Stadtverordnetenversammlung, welcher er seit dem 12. Januar 1870 vorstand. In Kreuzburg zum Sekretär des Kreisgerichts befördert, verlieh ihm Kaiser Wilhelm II im April 1891 den Ehrentitel des Königlichen Kanzleirats.
Am 22. und 24. Februar 1895 beschlossen Magistrat und die Stadtverordnetenversammlung, Welczek wegen seiner Verdienste um die Stadt Kreuzburg das Ehrenbürgerrecht zu verleihen, da er als Vorsitzender der Stadtverordneten deren Geschäfte „mit großer Umsicht, freudiger Hingebung und unermüdlichem Eifer bis zur Niederlegung seiner städtischen Ehrenämter am 17. Januar 1895“ geleitet hatte. Erst im Jahre 1924 wurde eine weitere Person, der Holzstiftefabrikant Wilhelm Georgi, zum Ehrenbürger von Kreuzburg ernannt.
Vom 25. bis 27. Juli 1903 tagte der Schlesische Forstverein zu der 61. Generalversammlung in Kreuzburg. Hierbei wurde Welczek postum nochmals geehrt. Ihm zu Ehren wurde eine Eiche im Kreuzburger Stadtwald „am Agnesweg“ gepflanzt. Zwei weitere Bäume wurden dem in Kreuzburg geborenen Schriftsteller Gustav Freytag und dem Parlamentarier Eduard Grafen von Bethusy-Huc gewidmet. Auch letzterer war Ehrenbürger der Stadt. Die Schilder, welche für die jeweiligen Würdenträger bei den Bäumen angebracht worden waren, sind verschwunden und auch die drei Bäume sind heute nicht mehr identifizierbar.

## Familie
Franz Welczek heiratete vor 1852 Bertha Louise Agnes, geb. Lorenz (* 26. August 1829 in Kreuzburg; † nach 1902 in Breslau). Das Ehepaar hatte fünf Kinder, drei Söhne und zwei Töchter. Eine Tochter, Olga Elsbeth Anna Bertha Welczek, heiratete den kgl. Kirchenmusikdirektor Emil Dercks. Deren Tochter, die Zahnärztin Hella Dercks, heiratete den Geologen Hans von Staff genannt von Reitzenstein, Sohn des Gerichtspräsidenten Adolph von Staff genannt von Reitzenstein.